# 이영한
이영한(1991년 8월 24일 ~ )은 대한민국의 전직 스타크래프트, 스타크래프트 II 프로게이머이다. Shine라는 아이디를 사용하며, 종족은 저그이다.

## 개요
2008년 상반기 드래프트에서 위메이드 폭스의 3차 지명으로 입단하였다.
전 위메이드 폭스 소속으로 끊임없이 몰아치는 플레이 (일명 뽕뽑기)로 유명하며, 태풍저그등 다수의 별명을 갖고 있다. 홍진호와 박성준과 같이 공격적인 경기스타일을 가지고 있으며, 경기 당일 그의 가족이 그를 응원하러 오면 경기력이 매우 향상된다. 이를 가족 버프라고 한다. 무서운 기세로 연승을 달리고 있었으나 같은 팀원이던 박성균에 의해 공식전 최다연승인 15연승 기록갱신에 실패하였다.
2011년 8월 22일 위메이드 폭스의 해체로 인한 해체 게임단 공개 포스팅에서 지명을 받지 못했지만 2차 협상으로 2011년 11월 삼성전자 칸에 영입되었다.
Tving 스타리그 8강에서 이영호를 상대로 자신의 장기인 몰아치기 공격을 선보였으나, 이영호의 호수비에 번번히 막혀 3:1로 패배하였다.
저그전에 매우 강하여 통산 승률이 약 68%정도 된다. 대표적 사례로, Tving 스타리그 2012에서 이영한은 4저그조(저그 선수만 4명이 있는 조)에 소속이 되었는데, 김민철, 신동원, 신대근을 꺾고 3연승으로 8강에 진출했다. 이 대회에서 이영한의 저그전 성적은 4전 전승이었다. 여담으로, 아래의 김민철과의 전적을 봐도 잘 알 수가 있다. 그러나 스타리그 2012 시즌2 예선에서 제8프로게임단의 이병렬에게 패하면서 스타리그 듀얼엔 진출하지 못했다.
이후 프로리그에서 연패에 빠졌다. 연습실에서의 기량은 좋으나, 방송경기에서는 뒷심 부족으로 좋은 기량을 선보이고도 패한 경기가 많았다. 하지만 2라운드 STX전 7세트에서 자신만의 공격적인 플레이로 조성호를 격파하며 팀을 연패에서 구해냈고, 이는 이후 삼성의 8연승의 시작이 되었다. 최근에는 GSL 코드S에도 진출하는 등 좋은 모습을 보여주고있다.
2014 SK텔레콤 프로리그 1라운드에서 4승 0패를 기록, 삼성 갤럭시의 1라운드 2위 등극에 크게 일조하였다. 시즌 최종 성적은 6승 6패이다.
2015년 12월 29일 은퇴, 글로벌 스타크래프트 II 리그의 게임 연출로 활동한다고 발표했다.
2016년 아프리카TV 스타리그 시즌1,2에서 게임연출(옵저버)을 맡았고 2017년 아프리카TV 스타리그 시즌3에서 본선에 오른뒤 결승에 진출하여 로열로더후보에 올랐으나 아쉽게 준우승을 차지하였다.
2018년 11월 54개국의 선수들이 참가한 스타크래프트1 20주년 기념 스타크래프트 월드컵(개최지 : 러시아 모스크바)에 출전하여 패자전 1위를 하여 최종 결승전에서 한두열과 만났으나 3:2로 석패하여 준우승을 차지하였다.

## 약력
- 2009년 10월 14일, EVER 스타리그 2009에서 김택용을 꺾는 이변을 일으키며, 스타리그 16강에 진출했다.
- 2009년 10월 24일 조병세,우정호를 꺾고 MSL에 진출했지만 32강에서 탈락했다.
- EVER 스타리그 2009 16강에선 2승 1패로 8강에 진출했고, 8강에서는 송병구를 2:1로 물리치고 4강에 진출, 생애 첫 16강 시드 확보에 성공했다.
- 2010년 11월 26일 박카스 스타리그 2010 36강에서 김택용을 2:0으로 꺾고 본선에 진출하며 김택용에게 강한 저그중의 하나로 자리매김 하였다.
- 2010년 12월 17일 박카스 스타리그 2010 16강에서 같은 팀원인 박성균에게 패배하기 전까지 공식전 14연승의 기록을 세웠다.(테란전 9연승도 끊겼다. 현재 최다연승 기록은 15연승)

공식전 14연승 일지
1. 2010.11.13 피디팝MSL 서바이버 토너먼트 - 이영한(Z) vs 박수범(P)
2. 2010.11.13 피디팝MSL 서바이버 토너먼트 - 이영한(Z) vs 정우용(T)
3. 2010.11.17 신한은행 프로리그 10-11 - 이영한(Z) vs 민찬기(T)
4. 2010.11.24 박카스 스타리그 2010 36강 - 이영한(Z) vs 남승현(T)
5. 2010.11.24 박카스 스타리그 2010 36강 - 이영한(Z) vs 남승현(T)
6. 2010.11.26 박카스 스타리그 2010 36강 - 이영한(Z) vs 김택용(P)
7. 2010.11.26 박카스 스타리그 2010 36강 - 이영한(Z) vs 김택용(P)
8. 2010.11.27 신한은행 프로리그 10-11 - 이영한(Z) vs 장윤철(P)
9. 2010.11.29 신한은행 프로리그 10-11 - 이영한(Z) vs 어윤수(Z)
10. 2010.12.05 신한은행 프로리그 10-11 - 이영한(Z) vs 김성대(Z)
11. 2010.12.07 신한은행 프로리그 10-11 - 이영한(Z) vs 차재욱(T)
12. 2010.12.10 박카스 스타리그 2010 16강 - 이영한(Z) vs 염보성(T)
13. 2010.12.11 신한은행 프로리그 10-11 - 이영한(Z) vs 방태수(Z)
14. 2010.12.14 신한은행 프로리그 10-11 - 이영한(Z) vs 염보성(T)
15. 2010.12.17 박카스 스타리그 2010 - 이영한(Z) vs 박성균(T)-연승 끊김

- 2010년 12월 20일 STX의 조일장과의 경기를 승리함으로써 저그전 최다연승 12연승 타이기록 수립. 2010년 12월 27일 웅진의 김명운에게 패배함으로써 연승끊김.

저그전 12연승 일지
1. 2010.04.20 신한은행 프로리그 09-10 시즌 4R - 이영한 vs 신동원
2. 2010.04.26 신한은행 프로리그 09-10 시즌 4R - 이영한 vs 김윤환
3. 2010.05.01 신한은행 프로리그 09-10 시즌 4R - 이영한 vs 김민철
4. 2010.05.25 신한은행 프로리그 09-10 시즌 4R - 이영한 vs 이정현
5. 2010.06.29 신한은행 프로리그 09-10 시즌 5R - 이영한 vs 신동원
6. 2010.07.07 신한은행 프로리그 09-10 시즌 5R - 이영한 vs 박태민
7. 2010.07.18 신한은행 프로리그 6강 플레이오프 - 이영한 vs 김태훈
8. 2010.07.25 신한은행 프로리그 준플레이오프 - 이영한 vs 이승석
9. 2010.11.29 신한은행 프로리그 10-11 시즌 2R - 이영한 vs 어윤수
10. 2010.12.05 신한은행 프로리그 10-11 시즌 2R - 이영한 vs 김성대
11. 2010.12.11 신한은행 프로리그 10-11 시즌 2R - 이영한 vs 방태수
12. 2010.12.20 신한은행 프로리그 10-11 시즌 2R - 이영한 vs 조일장
13. 2010.12.26 신한은행 프로리그 10-11 시즌 2R - 이영한 vs 김명운-연승 끊김

공식전 14연승, 저그전 12연승, 테란전 9연승의 엄청난 상승세를 달리던 이영한은 박성균에게 지면서 주춤하기 시작했다.

## 별명
- 태풍저그 - 이영한이 4강까지 올랐던 EVER 스타리그 2009 의 공식맵인 "태풍의눈" 에서의 성적이 좋았었고, 폭풍저그인 홍진호를 연상시키는 플레이를 구사하기 때문에 태풍저그라는 별명이 붙게 되었다.

- 5분본좌 - 이영한의 데뷔전인 2008.11.16일 변형태와의 경기에서 초반 5분간 본좌와 같은 실력으로 관중들을 놀라게 하였으나 5분뒤에 파이어벳 몇기에 크게 흔들리는 모습을 보이며 패배하게 된다. 이 경기를 두고 경기 시작후 5분간 본좌와도 같은 경기력을 보여주었기 때문에 이 별명이 붙게 되었다.

- 용택이 소환술사 - 김택용의 경기실력이 좋지 않을 때 김용택으로 불리는 점 때문에 생기게 된 별명이다. 좋은 성적을 보여주고있는 김택용은 이영한만 만나게되면 평소와는 달리 형편없는 경기력을 선보이곤 하는데 이 모습이 경기력이 형편없는 김택용을 지칭하는 용어인 김용택을 소환한다 하여 용택이 소환술사라는 별명이 붙게 되었다. 하지만 최근 김택용에게 연패를 하며 이 별명은 별로 의미가 없게 되었다.

- 코파는 기계 - 이 역시 김택용의 별명인 코에서 유래되었다. 이유는 용택이 소환술사와 같다. 역시 김택용에게 연패를 해서 그리 쓰이지는 않는다.

- 잉여한 - 이영한을 빠르게 치다보면 ㅕ보다 영의 받침 ㅇ을 먼저 치게 되어 '잉여한'이라는 오타가 나게되는데, 여기서 붙은 별명이다.

- 할머니저그 - 할머니가 응원하러 올 때마다 경기력이 향상된다는 데서 붙은 별명이다.

- 효손 저그 - 할머니가 응원하러 올 때마다 효도하는 경기력을 보여줘서 효손(효도하는 손자)저그라고 붙은 별명이다.

## 주요 기록

### 전적
통산전적 (13.05.12 기준, 스타2 전적포함)
|             | 경기 | 승-패   | 승률  |
| ----------- | ---- | ------- | ----- |
| 대 테란     | 84   | 36–48   | 42.9% |
| 대 저그     | 60   | 40–20   | 66.7% |
| 대 프로토스 | 75   | 35–40   | 46.7% |
| 총합        | 219  | 111–108 | 50.7% |

### 수상 경력

#### 스타크래프트
- 2007년 9월 제33회 커리지매치 입상
- 2008년 1월 제1회 전국 아마추어 e스포츠대회 입상
- 2008년 12월 BATOO 스타리그 08~09 36강
- 2009년 5월 박카스 스타리그 2009 36강
- 2009년 11월 NATE MSL 2009 32강
- 2010년 1월 EVER 스타리그 2009 4강
- 2010년 2월 대한항공 스타리그 2010 Season 1 16강
- 2010년 7월 대한항공 스타리그 2010 Season 2 36강
- 2010년 10월 박카스 스타리그 2010 16강
- 2010년 10월 피디팝 MSL 2010 32강
- 2010년 10월 ABC마트 MSL 2011 32강
- 2011년 6월 진에어 스타리그 2011 16강
- 2012년 Tving 스타리그 2012 8강

#### 스타크래프트 II
- 2013년 핫식스 2013 글로벌 스타크래프트 II 리그 시즌 1 Code A 24강
- 2013년 2013 WCS 코리아 시즌 1 망고식스 글로벌 스타크래프트 II 리그 Code S 16강
- 2013년 2013 WCS Korea Season 1 챌린저리그 12강
- 2013년 2013 WCS 코리아 시즌 2 옥션 올킬 스타리그 32강
- 2013년 2013 WCS 코리아 시즌 2 챌린저리그 32강
- 2013년 2013 WCS 코리아 시즌 3 챌린저리그 48강
- 2014년 2014 WCS 코리아 시즌 2 핫식스 글로벌 스타크래프트 II 리그 코드 S 16강
- 2014년 2014 WCS 코리아 시즌 3 핫식스 글로벌 스타크래프트 II 리그 코드 S 32강
- 2015년 2015 스베누 글로벌 스타크래프트 II 리그 시즌 2 코드 A 48강
- 2015년 스베누 스타크래프트 II 스타리그 2015 시즌3 챌린지 24강
- 2016년 2016 핫식스 글로벌 스타크래프트 II 리그 시즌 1 코드 A 60강